# Odessa (Nebraska)
Odessa es un lugar designado por el censo ubicado en el condado de Buffalo en el estado estadounidense de Nebraska. En el Censo de 2010 tenía una población de 130 habitantes y una densidad poblacional de 27,65 personas por km².

## Geografía
Odessa se encuentra ubicado en las coordenadas 40°41′57″N 99°15′16″O / 40.69917, -99.25444. Según la Oficina del Censo de los Estados Unidos, Odessa tiene una superficie total de 4.7 km², de la cual 4.7 km² corresponden a tierra firme y (0%) 0 km² es agua.

## Demografía
Según el censo de 2010, había 130 personas residiendo en Odessa. La densidad de población era de 27,65 hab./km². De los 130 habitantes, Odessa estaba compuesto por el 100% blancos, el 0% eran afroamericanos, el 0% eran amerindios, el 0% eran asiáticos, el 0% eran isleños del Pacífico, el 0% eran de otras razas y el 0% pertenecían a dos o más razas. Del total de la población el 2.31% eran hispanos o latinos de cualquier raza.